# Ludurru

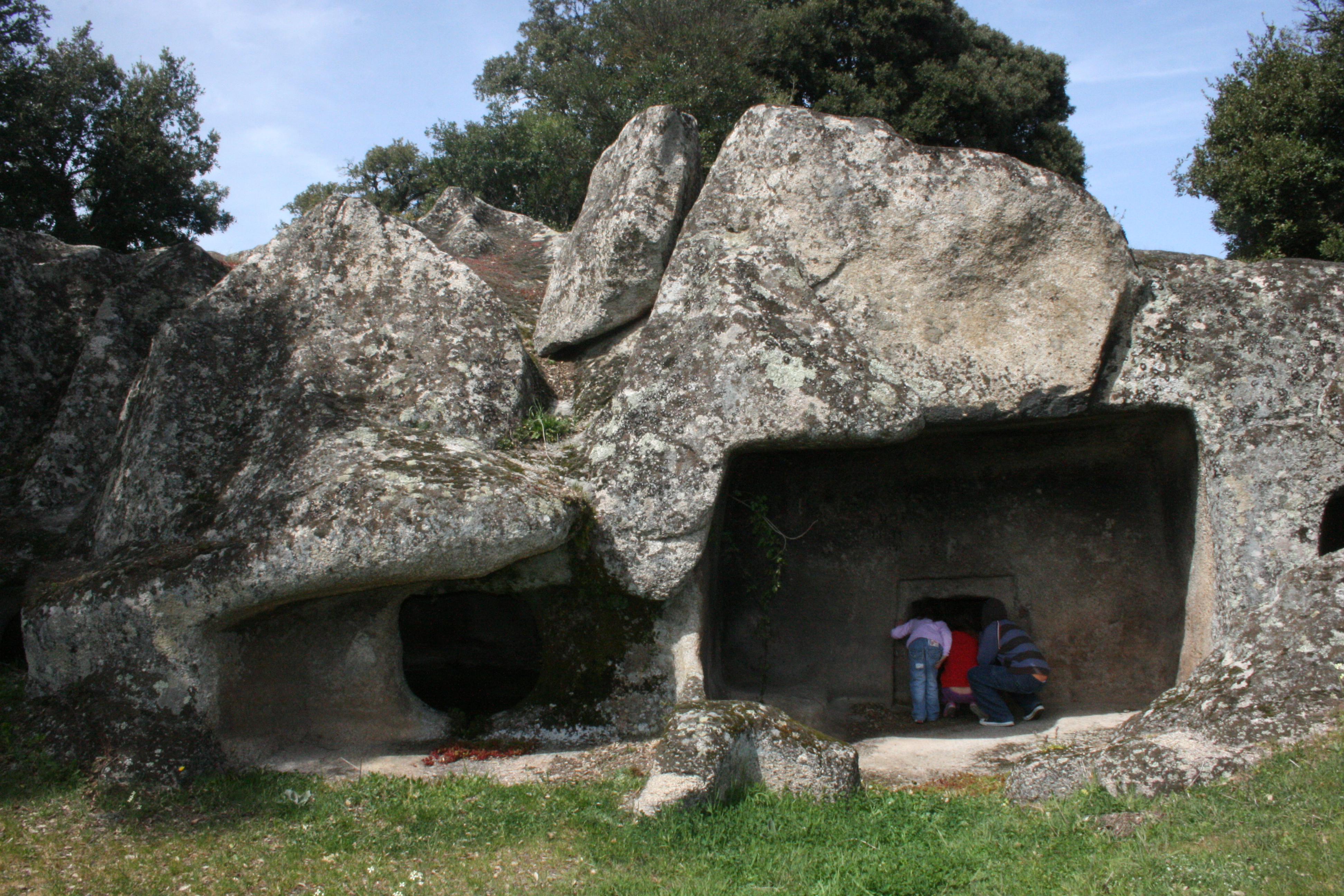
Domus de Janas von Ludurru

Die Domus de Janas von Ludurru sind Felsengräber in Buddusò in der Provinz Nord-Est Sardegna auf Sardinien, die in einen Granitfelsen gehauen sind. Der Fels hat drei Zugänge zu den Kammern.
1. Der erste Domus hat einen Felsbaldachin, der bis zu 80 Zentimeter vorsteht und 1,55 Meter breit ist. Im Eingangsboden findet sich ein eingepickter Wasserablauf und an allen Wänden befinden sich Türrahmen und Reste einer vertikalen Streifenmalerei.
2. Der zweite Domus hat anstelle des quadratischen einen runden Zugang, ein Seelenloch von 43 Zentimetern Durchmesser. Dieses führt in einen Raum, der ursprünglich durch eine mittlerweile abgerissene Mauer in zwei Abschnitte geteilt wurde. Die Höhe der Kammer beträgt etwa einen Meter. An den Wänden verläuft eine Bank, auf welche die Körper gelegt wurden.
3. Der dritte Domus ist weitgehend zerstört. Er besteht aus einer Kammer mit zwei quadratischen Nischen. In der linken Ecke befindet sich ein in den Fels gehauener Sitz. Das Zentrum bildet eine 5 cm tiefe Bodenwanne mit einem Durchmesser von 18 cm für Speise- und Trankopfer. Von diesem Raum führt ein kegelstumpfförmiger Türrahmen zur zweiten großen Kammer, welche eine Fläche von etwa sechs Quadratmeter besitzt und 1,75 Meter hoch ist.